# Интеркосмос (космические аппараты)
«Интеркосмос» — серия советских научно-исследовательских искусственных спутников Земли, строившихся и запускавшихся по международной программе освоения и использования космического пространства, также носившей название «Интеркосмос». Под названием «Интеркосмос» запускались спутники разных типов и назначения, на которых выполнялись исследования околоземного и межпланетного космического пространства, физики Солнца, ионосферы, магнитного поля и верхней атмосферы Земли, ставились эксперименты по изучению поверхности Земли из космоса.

## История
В 1967 году на встрече в Москве была принята международная программа работ в области мирного освоения космического пространства, в которую вошли 9 социалистических стран: НРБ, ВНР, ГДР, Куба, МНР, ПНР, СРР, СССР и ЧССР. Программой предусматривались совместные космические исследования с возможностью безвозмездной установки советской стороной на свою космическую технику аппаратуры других стран-участниц. В программу был включен широкий круг тем по космической физике, метеорологическим исследованиям, космической деятельности в области связи, биологии и медицины. В каждой из стран был создан национальный координационный орган, отвечающий за выполнение совместных работ и соглашений по отдельным проектам и темам, осуществляемым в рамках совместной программы. В СССР таким органом стал Совет «Интеркосмос» при АН СССР. В 1970 году, на совещании руководителей национальных координационных органов программы, проходившем во Вроцлаве, название «Интеркосмос» было официально закреплено и за всей программой.
Страны-участницы программы «Интеркосмос» устанавливали свои приборы и участвовали в совместных космических экспериментах как на специально построенных для осуществления программы одноимённых спутниках, так и на других советских научно-исследовательских, метеорологических и связных космических аппаратах, на автоматических межпланетных станциях, на геофизических ракетах «Вертикаль».
По программе «Интеркосмос» с 1969 по 1994 годы были построены и запущены на орбиту 26 спутников разных типов, на которых проводились исследования в различных областях. После запуска эти спутники получали название «Интеркосмос» и порядковый номер в серии, от «Интеркосмоса-1» до «Интеркосмоса-25». Спутники созданные по отдельным программам советско-польского и советско-болгарского сотрудничества кроме порядкового номера в серии «Интеркосмос» имели собственные названия, «Коперник-500» и «Интеркосмос-Болгария-1300», соответственно. Последний из построенных по программе «Интеркосмос» аппаратов, планировавшийся как «Интеркосмос-26», был запущен уже после распада социалистического лагеря и получил название «КОРОНАС-И», по международной научной программе изучения Солнца КОРОНАС и головной организации проекта — ИЗМИРАН.

## Список спутников серии «Интеркосмос»
| «Интеркосмос-1»                                | ДС-У3-ИК-1         | 14-10-1969 | Космос-2 (11К63)   | Капустин Яр | 254 км × 626 км, 48,4°   | 1969-088A | Страны-участницы: ГДР, СССР, ЧССР. Увязанные с программой полёта аппарата астрономические наблюдения проводились также в НРБ, ВНР, ПНР и СРР. Исследование коротковолнового излучения Солнца в условиях минимума активности и во время вспышек, изучение спектрального состава и поляризации рентгеновского излучения Солнца, исследования верхних слоёв атмосферы Земли.                                                                  |
| «Интеркосмос-2»                                | ДС-У1-ИК-1         | 25-12-1969 | Космос-2 (11К63)   | Капустин Яр | 200 км × 1178 км, 48,4°  | 1969-110A | Страны-участницы: НРБ, ГДР, СССР, ЧССР. Исследования динамики структуры иносферы и внешней атмосферы Земли. |
| «Интеркосмос-3»                                | ДС-У2-ИК-1         | 07-08-1970 | Космос-2 (11К63)   | Капустин Яр | 207 км × 1320 км, 49°    | 1970-057A | Страны-участницы: СССР, ЧССР. Изучение радиационных поясов и исследования низкочастотных колебаний в верхней ионосфере Земли. |
| «Интеркосмос-4»                                | ДС-У3-ИК-2         | 14-10-1970 | Космос-2 (11К63)   | Капустин Яр | 263 км × 668 км, 48,5°   | 1970-084A | Страны-участницы: ГДР, СССР, ЧССР. Испытания новой 8-канальной системы телеметрии. Исследования ультрафиолетового и рентгеновского излучения Солнца и влияние этого излучения на верхнюю атмосферу Земли. |
| «Интеркосмос-5»                                | ДС-У2-ИК-2         | 02-12-1971 | Космос-2 (11К63)   | Капустин Яр | 205 км × 1200 км, 48,4°  | 1971-104A | Страны-участницы: СССР, ЧССР, приём данных со спутника осуществлялся также в НРБ. Изучения процессов в магнитосфере и ионосфере Земли. |
| «Интеркосмос-6»                                | 13КС «Энергия»     | 07-04-1972 | Восход (11А57)     | Байконур    | 203 км × 256 км, 51,8°   | 1972-027A | Страны-участницы: ВНР, ПНР, СССР, ЧССР, обработка результатов производилась также в МНР и СРР. Изучение космических лучей сверхвысоких энергий и метеорного вещества в околоземном пространстве. Спутник, созданный на базе космического фоторазведчика «Зенит», имел спускаемый аппарат, в котором был возвращён на Землю для дальнейшего изучения фотоэмульсионный блок, фиксировавший попадания атомных ядер различного веса и энергий. |
| «Интеркосмос-7»                                | ДС-У3-ИК-3         | 30-06-1972 | Космос-2 (11К63)   | Капустин Яр | 267 км × 568 км, 48,5°   | 1972-047A | Страны-участницы: ГДР, СССР, ЧССР. Исследования динамики и рентгеновского спектра протонных вспышек на Солнце, поглощения излучения Солнца в верхней атмосфере. Изучение мягкого и жесткого рентгеновского излучения Солнца. |
| «Интеркосмос-8»                                | ДС-У1-ИК-2         | 30-11-1972 | Космос-2 (11К63)   | Плесецк     | 214 км × 679 км, 71°     | 1972-094A | Страны-участницы: ГДР, НРБ, СССР, ЧССР. Исследования ионосферы и верхней атмосферы в авроральной области. Состав бортового оборудования дополнен запоминающим устройством, созданным в ГДР. |
| «Интеркосмос-9» («Коперник-500»)               | ДС-У2-ИК-8         | 19-04-1973 | Космос-2 (11К63)   | Капустин Яр | 202 км × 1552 км, 48,5°  | 1973-022A | Страны-участницы: ПНР, СССР, приём данных осуществлялся в СССР и ЧССР. Изучение характеристик ионосферы Земли и спорадического радиоизлучения Солнца. Впервые на борту спутника установлена польская аппаратура, запуск посвящён 500-летию Николая Коперника. |
| «Интеркосмос-10»                               | ДС-У2-ИК-3         | 30-10-1973 | Космос-3М (11К65М) | Плесецк     | 265 км × 1477 км, 74,0°  | 1973-082A | Страны-участницы: ГДР, СССР, ЧССР. Изучение ионосферно-магнитосферных связей в высоких широтах. |
| «Интеркосмос-11»                               | ДС-У3-ИК-4         | 17-05-1974 | Космос-3М (11К65М) | Капустин Яр | 484 км × 526 км, 50,7°   | 1974-034A | Страны-участницы: ГДР, СССР, ЧССР. Исследование коротковолнового ультрафиолетового и рентгеновского излучения Солнца и влияния этого излучения на структуру верхней атмосферы Земли. Запуск посвящён 250-летию АН СССР. |
| «Интеркосмос-12»                               | ДС-У2-ИК-4         | 31-10-1974 | Космос-3М (11К65М) | Плесецк     | 264 км × 708 км, 74,1°   | 1974-086A | Страны-участницы: ВНР, ГДР, НРБ, СРР, СССР, ЧССР. Изучение ионосферы и магнитосферы Земли и потоков микрометеоритов. |
| «Интеркосмос-13»                               | ДС-У2-ИК-5         | 27-03-1975 | Космос-3М (11К65М) | Плесецк     | 284 км × 1687 км, 82,9°  | 1975-022A | Страны-участницы: СССР, ЧССР, приём данных со спутника осуществлялся также в НРБ. Изучение радиационных поясов и их связи с низкочастотными электромагнитными излучениями в околоземной плазме. |
| ДС-У3-ИК-5 № 1 Неуспешный запуск               | ДС-У3-ИК-5         | 03-06-1975 | Космос-3М (11К65М) | Капустин Яр | --                       | --        | Аппарат был предназначен для исследования излучения Солнца и его влияния на верхнюю атмосферу Земли, потерян из-за аварии носителя. Предположительно, в случае успешного запуска должен был получить название «Интеркосмос-14». |
| «Интеркосмос-14»                               | ДС-У2-ИК-6         | 11-12-1975 | Космос-3М (11К65М) | Плесецк     | 345 км × 1707 км, 74,0°  | 1975-115A | Страны-участницы: ВНР, НРБ, СССР, ЧССР. Изучение пространственного распределения низкочастотных излучений в околоземном пространстве и их связь с параметрами ионосферной плазмы. Исследование микрометеорных частиц. |
| «Интеркосмос-15»                               | АУОС-З-Т-ИК        | 19-06-1976 | Космос-3М (11К65М) | Плесецк     | 487 км × 521 км, 74°     | 1976-056A | Страны-участницы: ВНР, ГДР, ПНР, СССР, ЧССР. Испытания новой спутниковой платформы АУОС-З и Единой телеметрической системы (ЕТМС), созданной кооперацией стран-участниц программы «Интеркосмос». Вместо научной аппаратуры спутник был оснащён набором имитаторов различных датчиков. В ходе полёта проверялась работа ЕТМС и возможность приёма информации на территории стран-постановщиков экспериментов.                               |
| «Интеркосмос-16»                               | ДС-У3-ИК-5         | 27-07-1976 | Космос-3М (11К65М) | Капустин Яр | 465 км × 523 км, 50,6°   | 1976-076A | Страны-участницы: ГДР, СССР, ЧССР, Швеция. Аналог спутника, запущенного по программе «Интеркосмос» в июне 1975 года и утерянного из-за аварии ракеты-носителя. Последний аппарат на платформе ДС-У. Задачи полёта: получение данных о рентгеновском и ультрафиолетовом спектрах Солнца и обнаружение поляризации спектральных линий, исследование верхней атмосферы Земли и поглощения в ней солнечного излучения различных диапазонов.    |
| «Интеркосмос-17»                               | АУОС-3-Р-Э-ИК      | 24-09-1977 | Космос-3М (11К65М) | Плесецк     | 468 км × 519 км, 83°     | 1977-096A | Страны-участницы: ВНР, СРР, СССР, ЧССР. Исследование космических лучей и потоков микрометеритов в околоземном пространстве. Изучение радиационной обстановки и эксперименты по мерам противорадиационной защиты в космосе. Высокоточные измерения вариаций орбиты космического аппарата. |
| «Интеркосмос-18»                               | АУОС-3-М-ИК        | 24-10-1978 | Космос-3М (11К65М) | Плесецк     | 407 км × 768 км, 83°     | 1978-099A | Страны-участницы: ВНР, ГДР, ПНР, СРР, СССР, ЧССР. Изучение магнитосферы Земли. Впервые задействован автономный отделяющийся блок приборов, установленный на субспутнике «Магион-1», с помощью которого выполнялись пространственно-разнесенные эксперименты в космосе. |
| «Интеркосмос-19»                               | АУОС-3-И-ИК        | 27-02-1979 | Космос-3М (11К65М) | Плесецк     | 502 км × 966 км, 74°     | 1979-020A | Страны-участницы: ВНР, ГДР, НРБ, ПНР, СССР, ЧССР. Комплексные исследования ионосферы Земли с применением импульсного зондирования из космоса. Построение профилей ионосферы по заказу Госкомгидромета. Открыты новые структуры в ионосфере, обнаружена связь ионосферных процессов с сейсмическими явлениями. |
| «Интеркосмос-20»                               | АУОС-3-Р-П-ИК      | 01-11-1979 | Космос-3М (11К65М) | Плесецк     | 467 км х 523 км, 74°     | 1979-096A | Страны-участницы: ВНР, ГДР, СРР, СССР, ЧССР. Отработка методик исследования Мирового океана и атмосферы Земли. Испытания экспериментальной системы по сбору данных с морских измерительных буёв и передачи её через центральную станцию приёма потребителям. Получение информации о магнитном поле Земли. |
| «Интеркосмос-21»                               | АУОС-3-Р-П-ИК      | 06-02-1981 | Космос-3М (11К65М) | Плесецк     | 475 км х 520 км, 74°     | 1981-011A | Страны-участницы: ВНР, ГДР, СРР, СССР, ЧССР. Отработка методик и испытания технических средств исследования суши, океана и атмосферы. Продолжение исследований, начатых на «Интеркосмосе-20». |
| «Интеркосмос-22» («Интеркосмос-Болгария-1300») | СП-I (ИК-Б-1300)   | 07-08-1981 | Восток-2М (8А92М)  | Плесецк     | 825 км × 906 км, 81,2°   | 1981-075A | Страны-участницы: НРБ, СССР. Спутник, сконструированный в Болгарии на основе советской платформы «Метеор-2», был оснащён комплексом научных инструментов, предназначенных для исследования физических процессов в ионосфере и магнитосфере. Запуск посвящён 1300-летию Болгарии. |
| «Интеркосмос-23» («Прогноз-10», «Интершок»)    | Прогноз СО-М № 510 | 26-04-1985 | Молния-М (8К78М)   | Байконур    | 421 км × 200 520 км, 65° | 1985-033A | Страны-участницы: ГДР, ПНР, СССР, ЧССР. Советско-чехословацкий эксперимент «Интершок» по детальному изучению ударной волны и магнитопаузы, возникающих при взаимодействии солнечного ветра с магнитосферой Земли. Также проводилось изучение радиационной обстановки в широком диапазоне расстояний от Земли и исследование аврорального километрового радиоизлучения.                                                                     |
| «Интеркосмос-24»                               | АУОС-3-АВ-ИК       | 28-09-1989 | Циклон-3 (11К68)   | Плесецк     | 500 км × 2500 км, 82,5°  | 1989-080A | Страны-участницы: ВНР, ГДР, НРБ, ПНР, СРР, СССР, ЧССР. Приём научной информации осуществлялся также в США, Бразилии, Канаде, Финляндии, Японии и Новой Зеландии. Изучение магнитосферы и ионосферы Земли, активный эксперимент по возбуждению ОНЧ-волн в магнитосфере c регистрацией возникающих эффектов на отделяемом субспутнике «Магион-2», исследование влияния сейсмических и погодных явлений на ионосферу.                         |
| «Интеркосмос-25» (АПЭКС)                       | АУОС-3-АП-ИК       | 18-12-1991 | Циклон-3 (11К68)   | Плесецк     | 440 км х 3080 км, 82,5°  | 1991-086A | Страны-участницы: Болгария, Германия, Польша, Россия, Румыния, Украина, Чехия, США, Франция, Индия. Изучение магнитосферы и ионосферы Земли, эксперимент «АПЭ́КС» по активному воздействию на околоземное пространство с помощью модулированных электронных и ионных пучков с регистрацией возникающих эффектов на отделяемом субспутнике «Магион-3». Построение послойных радиотомографических профилей ионосферы.                         |
| «КОРОНАС-И» («Интеркосмос-26»)                 | АУОС-СМ-КИ-ИК      | 02-03-1994 | Циклон-3 (11К68)   | Плесецк     | 501 км × 541 км, 82,5°   | 1994-014A | Страны-участницы: Болгария, Германия, Польша, Россия, Словакия, Украина, Чехия, США, Франция, Великобритания, Бразилия, Япония. Спутник на новой платформе АУОС-СМ планировался как «Интеркосмос-26», но после распада социалистического лагеря получил название по научной программе исследований физических процессов на поверхности и в атмосфере Солнца и изучению недр Солнца.                                                        |